# Jegor Leonidowitsch Mechonzew
Jegor Leonidowitsch Mechonzew (russisch Егор Леонидович Мехонцев, wiss. Transliteration Egor Leonidovič Mechoncev; * 14. November 1984 in Asbest, Oblast Swerdlowsk, Sowjetunion) ist ein russischer Boxer. Er wurde 2012 Olympiasieger im Halbschwergewicht, 2009 Amateurweltmeister sowie 2008 und 2010 Europameister im Schwergewicht.

## Amateurkarriere
Mechonzew boxt als Rechtsausleger und bestritt als Amateur über 300 Kämpfe. Im Jahr 2000 wurde er russischer Kadettenmeister im Halbweltergewicht sowie 2002 russischer Juniorenmeister im Mittelgewicht. Bei den Junioren-Europameisterschaften 2003 in Warschau gewann er die Goldmedaille im Mittelgewicht und bezwang dabei unter anderem Ismajil Sillach und Petrișor Gănănău.
Bei den Erwachsenen boxte er anschließend im Halbschwergewicht. Bei den nationalen Meisterschaften wurde er 2004 und 2005 Vizemeister und gewann 2006 und 2007 Bronze. Bei den Weltmeisterschaften 2005 in Mianyang besiegte er John Dovi und István Szűcs, ehe er im Viertelfinale gegen Oʻtkirbek Haydarov ausschied.
2008 trat er erstmals im Schwergewicht an und wurde auf Anhieb russischer Meister. Er war daraufhin für die Europameisterschaften 2008 in Liverpool qualifiziert und gewann auch dort die Goldmedaille im Schwergewicht, nachdem er im Finalkampf Colak Ananikyan besiegt hatte. Im Halbfinale hatte er erneut Petrișor Gănănău geschlagen. 2009 gewann er zudem die Goldmedaille im Schwergewicht bei den Weltmeisterschaften in Mailand, wobei er unter anderem Stefan Köber, Clemente Russo, Bahram Muzaffer, Oleksandr Ussyk und Osmay Acosta schlagen konnte.
Bei den Europameisterschaften 2010 in Moskau gewann er erneut die Goldmedaille im Schwergewicht. Er bezwang dabei erneut Stefan Köber, sowie Constantin Bejenaru, Denys Pojazyka und Terwel Pulew. Im selben Jahr wurde er zudem erstmals russischer Meister im Halbschwergewicht, wobei ihm auch Siege gegen Jewgeni Tischtschenko und Nikita Iwanow gelangen. 2011 wiederholte er den nationalen Titelgewinn im Halbschwergewicht durch einen erneuten Finalsieg gegen Iwanow.
Iwanow startete anschließend bei den Europameisterschaften 2011, während Mechonzew bei den Weltmeisterschaften 2011 in Baku an den Start ging. Diesmal schaffte er im Halbschwergewicht startend, unter anderem mit Siegen gegen Marcus Browne und Oleksandr Hwosdyk, den Einzug ins Halbfinale, wo er knapp gegen Julio César La Cruz unterlag und mit einer Bronzemedaille ausschied. Er war mit diesem Erfolg jedoch für die Olympischen Spiele 2012 in London qualifiziert und startete erneut im Halbschwergewicht. Durch Siege gegen Damien Hooper, Elshod Rasulov und Yamaguchi Falcão zog er als einziger russischer Boxer in das Finale ein, besiegte dort Ädilbek Nijasymbetow und gewann damit die olympische Goldmedaille.

## Profikarriere
Im November 2013 unterzeichnete er einen Profivertrag mit dem US-Promoter Top Rank, sein Manager ist Vadim Kornilov. Trainiert wird er von Freddie Roach und Marvin Somodio.
Sein Profidebüt gewann er am 7. Dezember 2013.